# Odilon Rezende Andrade
Odilon Rezende Andrade (Três Corações, 10 de setembro de 1904) foi um político brasileiro do estado de Minas Gerais. Filho de José Demétrio Martins de Andrade e Rozenda Rezende Andrade, Odilon Rezende foi casado três vezes e teve oito filhos. Em 1947 foi eleito prefeito de Três Corações e em 1950 foi eleito deputado estadual em Minas Gerais pela UDN para a 2ª legislatura (1951 - 1955) na Assembleia.
Em 1961 foi eleito Prefeito Municipal em seu segundo mandato, tendo como seu Vice Adalberto Bastos de Avelar; em 1971 foi novamente eleito Prefeito em Três Corações, em seu terceiro mandato tendo como vice Ailton Vilela e em 1977 foi eleito por mais seis anos para o executivo tricordiano em seu quarto mandato, tendo como Vice Nelson Rezende Fonseca.